# 防止船舶汙染國際公約

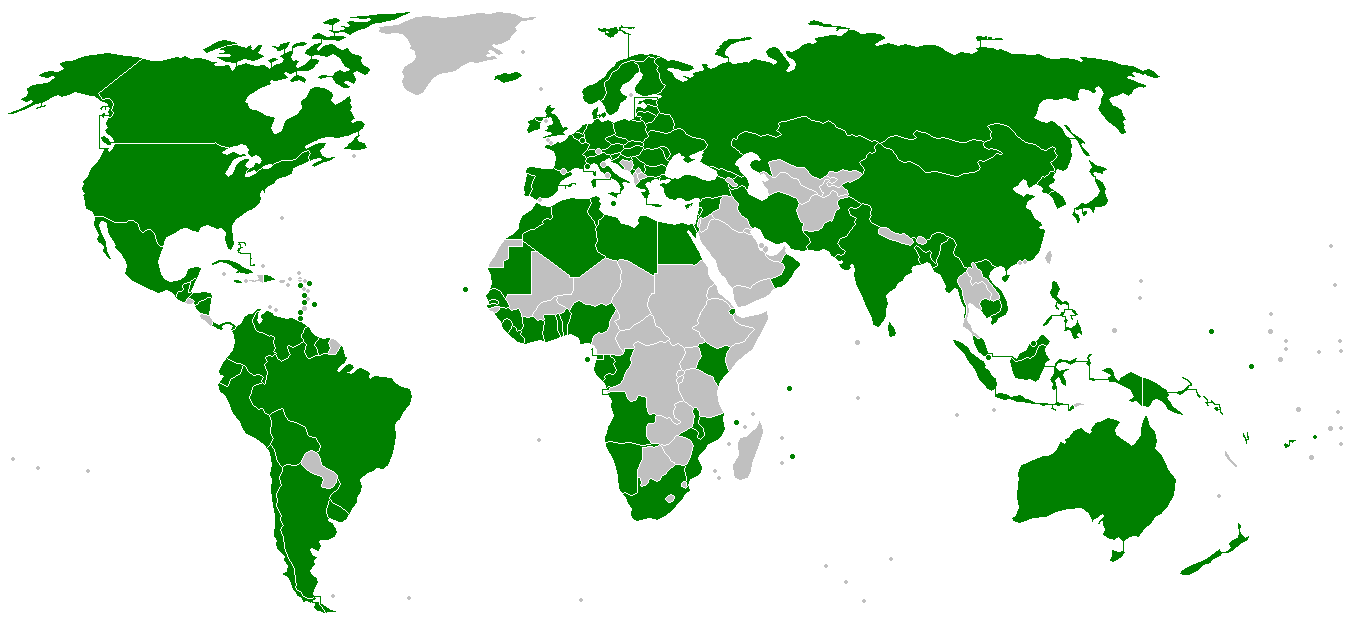
MARPOL 73-78 締約國

防止船舶污染國際公約（英語：International Convention for the Prevention of Pollution from Ships，簡稱），現稱「關於1973年防止船舶汙染國際公約之1978年議定書（英語：Protocol of 1978 Relating to the International Convention for the Prevention of Pollution From Ships 1973）」，是國際海事組織針對海上船舶因例行作業產生之故意性油類物質汙染行為，並設法減少船舶因意外事故或操作疏失所形成之偶發性汙染行為所制定之國際公約。
有關於防止海上污染事件的國際公約，其最早為由英國政府利用國際合作通過之1954年防止海洋石油污染國際公約（OILPOL 1954）。

## 歷史
在聯合國海事組織制定MARPOL 73/78公約前，亦有相似之之公約已形成。
過去類似公約
- 1954年4月，英國利用國際合作邀集32國代表通過之1954年防止海洋石油污染國際公約（英語：International Convention for the Prevention of Pollution of the Sea by Oil 1954，簡稱 OILPOL 1954）。
- 1967年3月，因賴比瑞亞籍油輪Torrey Canyon於英國西北方Seven Stone Reef海岸附近航行判斷錯誤造成觸礁事件，引起重大海上油汙染。因此制定之關於油汙染損害在公海行駛干涉國際公約（英語：The International Convention Relating to Intervention on the High Sea in Cases of Oil Pollution Casualties 1969，簡稱 INTERVENTION 1969）

公約制訂
- 國際政府間海事諮詢組織（IMCO）於1973年於倫敦召開海洋汙染國際會議，於會議中通過1973年防止船舶汙染國際公約（英語：International Convention for the Prevention of Pollution From Ships 1973，簡稱 MARPOL 1973）。

- 1978年2月6日，國際政府間海事諮詢組織召開油輪安全與防止汙染國際會議(英語：The International Conference on Tankers Safety and Pollution Prevention)，會議中通過「關於1973年防止船舶汙染國際公約之1978年議定書（英語：Protocol of 1978 Relating to the International Convention for the Prevention of Pollution From Ships 1973，簡稱 MARPOL 73/78）」及 關於1974年海上人命安全國際公約之1978年議定書(英語：Protocol of 1978 Relating to the International Convention for the Safety of Life at Sea 1974，簡稱SOLAS 1974)。